# Cúmul estel·lar de Coma
|  | Per a altres significats, vegeu «Cúmul de Coma». |

El Cúmul Estel·lar de Coma (també conegut com a Melotte 111) és un cúmul obert situat en la part oest de la constel·lació de la Cabellera de Berenice, els estels més brillants poden veure's a ull nu en rondar la magnitud aparent 5 i que es veu bé amb binocles.
El cúmul té al voltant de 40 membres i s'hi troba a una distància de 288 anys llum del Sol, cobrint una àrea d'aproximadament 5 graus al cel. La seva edat s'estima en 450 milions d'anys i la seva massa en 100 masses solars.
Una dels seus estels és una nana blanca massiva amb al voltant de 0,9 vegades la massa del Sol i que va poder començar la seva vida amb al voltant de 5 masses solars, i sobre la base de la seva aparent pobresa en nanes vermelles s'ha proposat que el cúmul és major del que es pensava, o que pot estar en procés de desintegració.
No cal confondre aquest cúmul amb el Cúmul de Galàxies de Coma, ni amb el cúmul dispers de galàxies Coma I.